# Luga (Fluss)
Die Luga (russisch Луга, finnisch Laukaa, Laukaanjoki, wotisch Laugaz) ist ein Fluss in der Oblast Nowgorod und in der Oblast Leningrad im russischen Föderationskreis Nordwestrussland.
Sie entspringt rund 20 Kilometer nördlich von Nowgorod, fließt durch ein dünn besiedeltes Gebiet, passiert die Städte Luga und Kingissepp und mündet nach 353 Kilometern bei Ust-Luga in den Finnischen Meerbusen der Ostsee.
Damit ist sie der westlichste russische Fluss, der in den Finnischen Meerbusen mündet. Der nächstwestlichere Fluss ist der Grenzfluss Narva.